# Tětiva (geometrie)

Tětiva

Tětiva je úsečka spojující dva body na kružnici. Tětiva procházející středem je ze všech nejdelší a nazývá se průměrem kružnice.
Dělí kruh na dvě kruhové úseče. Je příslušná konvexnímu středovému úhlu {\displaystyle \alpha \,\!}. Pro každou tětivu platí, že její osa prochází středem dané kružnice.

## Délka tětivy
Délka tětivy je {\displaystyle 2\cdot r\cdot \sin {({\frac {\alpha }{2}})}} kde {\displaystyle r\,\!} je poloměr kružnice

nebo {\displaystyle 2{\sqrt {r^{2}-(r-D)^{2}}}=2{\sqrt {r^{2}-(r^{2}-2rD+D^{2})}}=2{\sqrt {2rD-D^{2}}}=2{\sqrt {D\cdot (2r-D)}}}

## Chord úhlu
Chord úhlu je délka úsečky (tětivy), jež spojuje průsečíky radiálních úseček s obvodem.